# Ruta Nacional 188 (Argentina)
La Ruta Nacional 188 es una carretera argentina, la cual tiene su kilómetro 0 en el puerto fluvial de San Nicolás de los Arroyos, provincia de Buenos Aires, y finaliza en la ciudad de General Alvear, provincia de Mendoza. En su recorrido de 803 km pavimentados, vincula cuatro provincias argentinas: Buenos Aires, La Pampa, San Luis y Mendoza. El trazado es de noreste a sudoeste entre San Nicolás de los Arroyos y Lincoln y desde allí es de este a oeste.

## Ciudades
Las ciudades y pueblos por los que pasa esta ruta de este a oeste son los siguientes (los pueblos entre 500 y 5000 hab. figuran en itálica).

### Provincia de Buenos Aires
Recorrido: 399 km (kilómetro 0 a 399).
- Partido de San Nicolás: San Nicolás de los Arroyos (kilómetro 4), Campos Salles (km. 11), Villa Esperanza (km.13), General Rojo (km 17), Erézcano (km 24) y Conesa (km 33).
- Partido de Pergamino: Guerrico (km 42), Acevedo (km 52) y Pergamino (km 70). Posee 2 km de superposición con la Ruta Nacional 8.
- Partido de Rojas: Rojas (km 109-111) y Rafael Obligado (km 130).
- Partido de Junín: Agustín Roca (km 148) y Junín (km 160).
- Partido de Lincoln: Lincoln (km 218).
- Partido de General Pinto: General Pinto (km 255) y Villa Francia (km 283).
- Partido de Florentino Ameghino: Ameghino (km 307).
- Partido de General Villegas: General Villegas (km 361) y Banderaló (km 398).

### Provincia de La Pampa
Recorrido: 157 km (km 399 a 556).
- Departamento Chapaleufú: Bernardo Larroudé (km 417) y Coronel Hilario Lagos (km 446).
- Departamento Realicó: Realicó (km 477).
- Departamento Rancul: Rancul (km 517).

### Provincia de San Luis
Recorrido: 132 km (km 556 a 684).
- Departamento Gobernador Dupuy: Nueva Galia (km 570), Fortuna (km 583) y Unión (km 633).

### Provincia de Mendoza
Recorrido: 119 km (km 684 a 803).
- Departamento General Alvear: Bowen (km 787), Colonia Alvear Oeste (km 801) y General Alvear (km 802-803).

## Historia

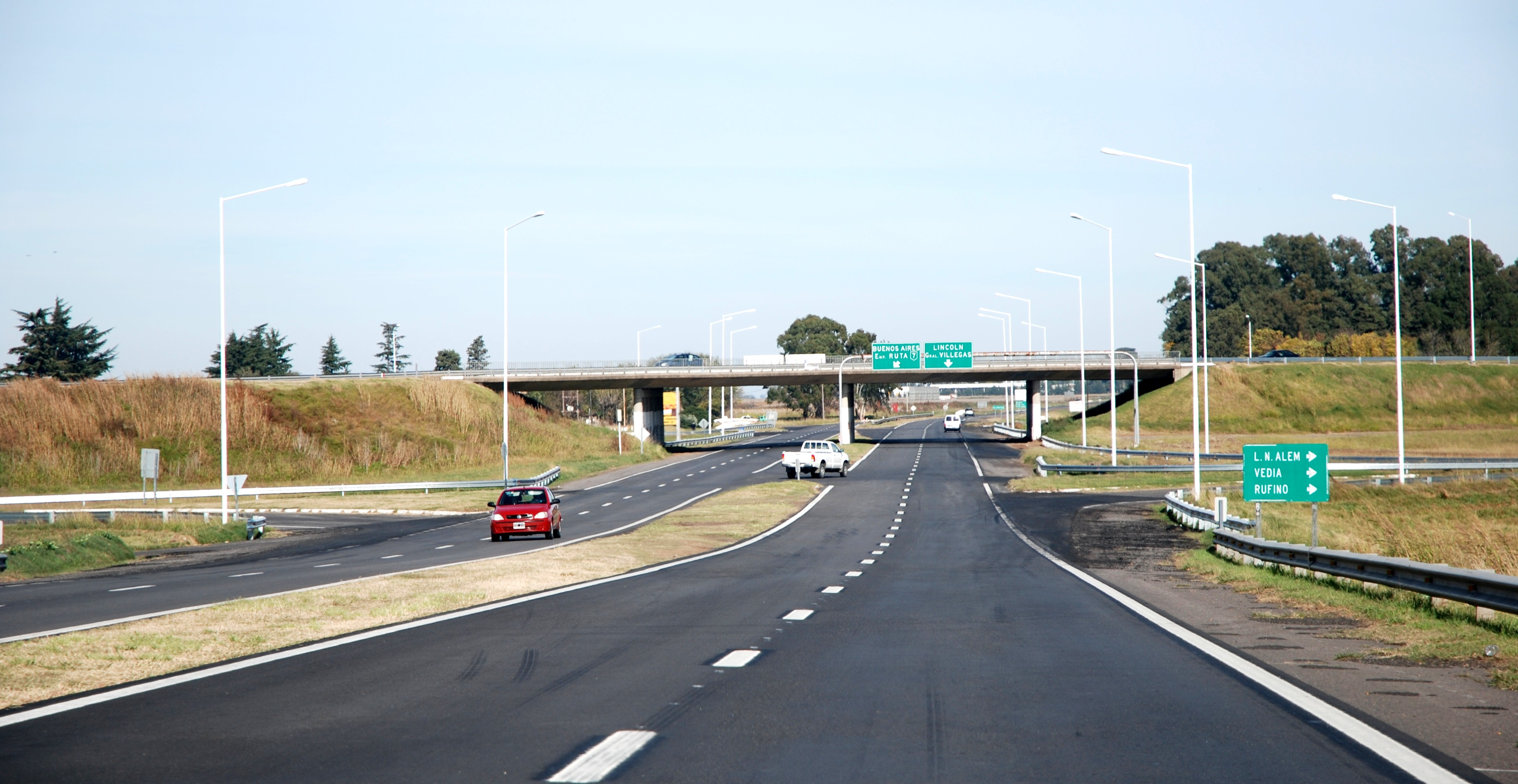
Ruta nacional 188 pasando debajo de la Ruta Nacional 7 en Junín, provincia de Buenos Aires.

En 1962 se inauguró el camino pavimentado entre Junín y Lincoln y en 1966 el tramo entre Lincoln y Bowen, con lo que la ciudad mendocina de General Alvear contó a partir de ese momento de acceso pavimentado a la capital de la república.
En Junín se encuentra el cruce con la ruta internacional 7, carretera troncal este-oeste del país, conectando a la ciudad de Buenos Aires con Junín, San Luis, Mendoza y Chile. Se separaron las calzadas quedando dos carriles por sentido de circulación, y la ruta 7 pasó por encima de la 188. La obra incluyó un segundo puente, para que la ruta 188 pase por encima de las vías del ferrocarril San Martín, cuya traza es paralela a la ruta 7, a unos 600 metros de ésta. En 2014 el gobernador de Buenos Aires, Daniel Scioli inauguró la ampliación de la ruta extendiéndola 28.9 km y se sumó un nuevo carril a cada mano en un tramo de 120 km- 
El 9 de mayo de 2008 la Dirección Nacional de Vialidad y su par de la provincia de Mendoza firmaron un convenio por el que se traspasó la Ruta Provincial 184 entre General Alvear y Malargüe a jurisdicción nacional, para ser integrada a la Ruta Nacional 188. Este tramo se la considera parte de un corredor internacional que une Argentina con Chile por el Paso del Pehuenche. Este convenio fue refrendado por ley provincial. El camino solo era transitable por vehículos todo terreno en el momento de la transferencia.

## Estado del camino

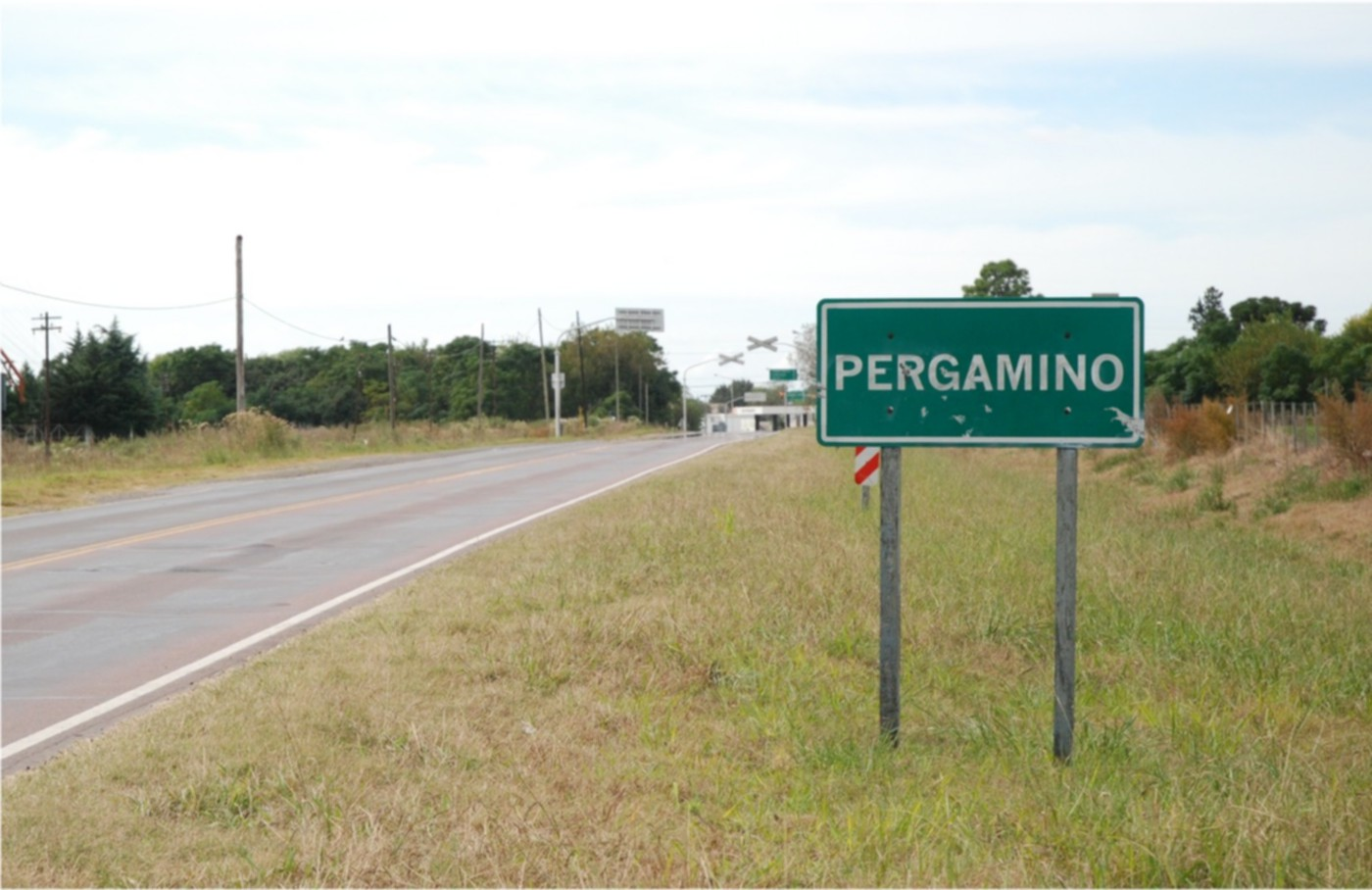
Ruta nacional 188 cerca de la localidad de Pergamino.

Entre San Nicolás de los Arroyos y la ciudad de Pergamino, la traza no ha perdido la característica de una carretera de la década de 1930, con curvas y contracurvas en ángulos incompatibles con una situación de manejo nocturno, con niebla y/o lluvia.[cita requerida] Unos de los lugares donde se debe tener mayor precaución son los dos accesos a la localidad de General Rojo, denominados "Triángulo Norte" y "Triángulo Sur", los que se transforman en curvas "a ciegas" por la mala señalización y la presencia de un monte de eucaliptos que bordea el pueblo.  
En las ciudades de Pergamino y Rojas existen cruces a nivel con rutas provinciales, en Pergamino donde la carretera posee 2 km de superposición con la Ruta Nacional 8 demorando aún más el tránsito.
En cambio, en Junín la ruta se cruza con la Ruta Nacional 7 por medio de un puente y un intercambiador de tránsito construido en 1981, y posee rotondas en los cruces con la Avenida República, la Avenida de Circunvalación y la calle Alberdi, construidas todas ellas por la municipalidad en 2009.
El OCCOVI, órgano de control de las concesiones, el 7 de junio de 2006, sus técnicos estudian reformas para mayor seguridad a la 188 en General Villegas, el sector comprendido entre su cruce con la 33 y el camino al Cementerio. Una posibilidad es construir una doble vía o colectora en el tramo mencionado, para disminuir la cantidad de siniestros.

## Recorrido
A continuación, se muestran las principales intersecciones de esta ruta.
| exSTRq | MWNODEa | exSTRq |

| lDAMPF |  | SKRZ-Go |  |  |

| RMq | RMIcu | RMq |

|  | STR |

|  | TEEaq | exSTRq |

|  | TEEaq | exSTRq |

|  | STR |

| exlDAMPF |  | SKRZ-Gu |  |  |

|  | TEEaq | exSTRq |

|  | eBUE |

|  | STR |

|  | eBUE |

|  | STR |

| STRq | TEEeq |  |

| exSTRq | TEEeq | lAMPEL |

| exlDAMPF |  | SKRZ-Gu |  |  |

| exSTRq | TEEeq | lAMPEL |

| STRq | KRZ | STRq |

| WASSERq | hKRZWae | WASSERq |

| STRq | ABZgr+r |  |

|  | TEEaq | STRq |

|  | eBUE |

| exSTRq | TEEeq |  |

| RMq | RMIcu | RMq |

|  | STR |

| WASSERq | WBRÜCKE1 | WASSERq |

|  | STR |

| STRq | MWNODE | STRq |

| exlDAMPF |  | SKRZ-GBUE |  |  |

| exSTRq | ABZgr+r |  |

| WASSERq | hKRZWae | WASSERq |

|  | STR |

|  | eBUE |

|  | ABZgl+l | STRq |

| exSTRq | TEEeq |  |

|  | STR |

| exlDAMPF |  | SKRZ-GBUE |  |  |

|  | GRENZE |

|  | MWNODEr | exSTRq |

|  | MWNODEr | exSTRq |

|  | ABZgl+l | exSTRq |

| STRq | MWNODE | STRq |

| lDAMPF |  | SKRZ-Go |  |  |

| RMq | RMIdu | RMq |

|  | STR |

|  | eBUE |

|  | STR |

| STRq | MWNODE | ABZq+r |

|  | STR | exSTRl |

|  | ABZgl+l | exSTRq |

| exlDAMPF |  | SKRZ-GBUE |  |  |

|  | ABZgl+l | STRq |

|  | STR |

| exSTRq | ABZgr+r |  |

|  | STR |

|  | eBUE |

| exSTRq | ABZgr+r |  |

|  | STR |

|  | GRENZE |

| exSTRq | ABZgr+r |  |

| STRq | TEEeq |  |

|  | STR |

| STRq | KRZlr+lr | STRq |

| exSTRq | ABZgr+r |  |

| exSTRq | TEEeq |  |

|  | STR |

| exSTRq | TEEeq |  |

| GRZq | STR+GRZq | GRZq |

|  | STR |

|  | ABZgl+l | STRq |

|  | STR |

|  | ABZgl+l | STRq |

|  | STR |

| exlDAMPF |  | SKRZ-GBUE |  |  |

|  | ABZgl+l | STRq |

| exSTRq | ABZgr+r |  |

| STRq | MWNODE | STRq |

|  | STR |

|  | ABZgl+l | STRq |

|  | STR |

| exSTRq | ABZgr+r |  |

|  | STR |

| GRZq | STR+GRZq | GRZq |

|  | eBUE |

| RMq | MWNODE | RMq |

|  | STR |

| STRq | ABZgr+r |  |

|  | STR |

| STRq | MWNODE | STRq |

|  | STR |

| WASSERq | hKRZWae + GRZq | WASSERq |

|  | STR |

|  | STR |

|  | ABZgl+l | exSTRq |

|  | eBUE |

| STRq | MWNODE | STRq |

|  | exCONTf |

## Gestión
En 1990 se concesionaron con cobro de peaje las rutas más transitadas del país, dividiéndose éstas en Corredores Viales.
De esta manera, en 1990 la empresa Covico Concesionario Vial se hizo cargo del Corredor Vial número 6, que incluye la Ruta 188 entre los kilómetro 0 y 479, desde San Nicolás de los Arroyos (Buenos Aires) hasta Realicó (La Pampa), instalando peajes en J. de la Peña (km 61), Junín (km 152) y Ameghino (km 301).
Este fue el único corredor vial en el que la concesión estaba subvencionada por el Estado.
En el año 2003 se vencían los contratos de concesión de los Corredores Viales, por lo que se modificó la numeración de los corredores viales y se llamó a nueva licitación, siendo la ganadora la unión transitoria de empresas denominada Vial 2, incluyendo la ruta 188 en el mismo tramo que en la concesión anterior. A partir del año 2010 se hizo cargo de este camino la unión transitoria de empresas Corredor de Integración Pampeana.